# Торта Црвени баршун
Торта Црвени баршун је традиционално црвена торта са слојевима, обложена глазуром од крем сира. Традиционални рецепти не користе боје за храну, а црвена боја је вероватно због нехоландског какаоа богатог антоцијанином, а вероватно и због употребе смеђег шећера, који се раније звао црвени шећер.   
Уобичајени састојци укључују путер, какао, сирће и брашно. За боју се може користити сок од цвекле или црвена прехрамбена боја.

## Историја
У 20. веку, мекана и баршунаста торта са мрвицама, почела је да се служи као фенси десерт, за разлику од онога што је било уобичајеније. Почетком 20. века уведена је торта од ђавоље хране, тако неки верују да је настала торта од црвеног сомота. Кључна разлика између ова два колача је у томе што колач од ђавоље хране користи чоколаду, а колач од црвеног сомота користи какао. 
Адамс Екстракт је заслужан за довођење Црвеног баршуна у кухиње широм Америке током ере Велике депресије, тако што је био један од првих који је продавао црвене боје за храну и друге екстракте укуса уз употребу постера на продајним местима и рецепта за откидање. картице.   Када је храна била рационисана у САД током Другог светског рата, пекари су користили кувани сок од цвекле да побољшају боју својих колача. Цвекла се користила и користи се у неким рецептима као пунило или за задржавање влаге.  Торта и њен оригинални рецепт су добро познати у Сједињеним Државама из чувеног хотела Валдорф-Асторија у Њујорку, који је назван конфекцијским колачем Валдорф-Асторија. Међутим, широко се сматра јужњачким рецептом.  Традиционално, торта је залеђена глазуром од путера у француском стилу,  која је веома лагана и пахуљаста, али временска конзумирање за припрему. Глазура од крем сира је једна од варијација које су постале све популарније.  
Од касног 20. века, Црвени баршун и колачи слични њему постали су све популарнији у САД и многим европским земљама, посебно око Божића и недавно (од 2010-их) Дана заљубљених. Повратак популарности ове торте неки приписују филму Челичне магнолије из 1989.

## Варијације
Поред многих варијација, постоје различити производи са укусом црвеног баршуна, укључујући протеински прах, чај, лате, вафле, палачинке и алкохолна пића. Мирис се користи и за свеће и освеживаче ваздуха. За ограничења у исхрани, као што су она због алергија и осетљивости на састојке, доступне су веганске варијанте, без глутена и млечних производа. 